# Electric Wizard
Electric Wizard is een Britse stonerrock doommetalband uit Dorset.

## Bezetting
Oprichters
- Jus Oborn (gitaar, zang)
- Tim Bagshaw (basgitaar, tot 2003)
- Mark Greening (drums, tot 2003, sinds 2013 tot 2014)

Huidige bezetting
- Jus Oborn (gitaar, zang)
- Liz Buckingham (gitaar, sinds 2004)
- Glenn Charman (basgitaar, sinds 2012)

## Geschiedenis
Electric Wizard werd geformeerd in 1993. Jus Oborn verliet zijn band Eternal om een paar demosongs op te nemen met Tim Bagshaw en Mark Greening. Oborn speelde gitaar en zong, Bagshaw speelde bas en Greening the drums. Het titelloze debuutalbum kwam uit in 1995. Met hun album Come My Fanatics uit 1997 vestigde de band zich in het doommetal circuit. De donkere en baszware klanken maakten plaats voor stonerrock-invloeden op de volgende ep's. Op het album Let Us Prey experimenteerde de band voor het eerst met piano en viool. In 2003 verlieten Mark Greening en Tim Bagshaw de band en richtten hun nieuwe band Ramesses op. Het enige overgebleven oprichtende lid, Jus Oborn, zocht nieuwe strijdmakkers (waaronder drummer Justin Greaves, voorheen Iron Monkey) en bracht in 2004 het album We Live uit.
In 2007 bracht de band het nieuw album Witchcult Today uit. Het kan opnieuw aan doommetal worden toegewezen en sluit muzikaal aan bij oudere albums. Het album is exclusief opgenomen met apparatuur uit het pre-70's tijdperk, zodat het geluid doet denken aan Black Sabbaths debuutalbum Black Sabbath. Van begin 2013 tot half juni 2014 werden de drums officieel bezet door oprichtend lid Mark Greening.

## Discografie

### Studioalbums
- 1995: Electric Wizard (cd/vinyl)
- 1996: Come My Fanatics (cd)
- 2000: Dopethrone (cd)
- 2002: Let Us Prey (cd/vinyl)
- 2004: We Live (cd/vinyl)
- 2006: Pre-Electric Wizard 1989 - 1994 (cd)
- 2007: Witchcult Today (cd/vinyl)
- 2010: Black Masses (cd/vinyl)
- 2014: Time to Die (cd/vinyl)
- 2017: Wizard Bloody Wizard (cd/vinyl)

### Ep's
- 1995: Demon Lung (split-single met Our Haunted Kingdom)
- 1997: Chrono.naut (split-ep met Orange Goblin)
- 1998: Supercoven (ep)
- 2008: The Processean (toer-ep)
- 2008: The House on the Borderland (split-ep met Reverend Bizarre)

### 7"
- 2012: Legalize Drugs & Murder (vinyl)